# Transferencia de conocimiento

Icono de Transferencia de conocimiento de The Noun Project.

La transferencia de conocimiento es la situación que se da cuando se transfiere conocimiento de una parte de la organización a otra. Como en la gestión del conocimiento, la transferencia de conocimiento tiene como objetivo organizar, crear, capturar o distribuir conocimiento y asegurar su disponibilidad a futuras personas que lo utilicen. Es considerada más que como un simple problema de comunicación. Si sólo fuera esto, una simple memoria, un correo electrónico o una reunión cumplirían la transferencia de conocimiento. La transferencia de conocimiento es más compleja porque el conocimiento se encuentra en los miembros de la organización, en los instrumentos, en las tareas y en sus redes de soporte.
Hay tres conceptos relacionados y propios de las ciencias de la salud que son la "utilización del conocimiento", la "utilización de la investigación" y la "implementación", que describen el proceso de llevar una nueva idea, protocolo o tecnología de una manera eficaz y continuada en un centro asistencial. El estudio de la utilización del conocimiento o implementación en inglés (KU/I) es una consecuencia directa del movimiento partidario de la medicina basada en evidencias y en la investigación. Sin embargo, el estudio concluye que no se utilizan prácticas de atención médica con una eficacia demostrada de forma consistente en centros de asistencia. La transferencia de conocimiento también incluye la transferencia de tecnología, pero abarca mucho más que ésta.

## Transferencia de conocimiento entre el sector público y privado
Cada vez más, las economías más avanzadas están cambiando su foco de la producción basada en recursos a la basada en conocimiento, por lo que muchos gobiernos consideran el “conocimiento” y la “innovación” como significativas fuerzas motrices del crecimiento económico, el desarrollo social y la creación de puestos de trabajo. En este contexto, la promoción de “la transferencia de conocimiento” se ha convertido en un tema de creciente interés político y económico. La asunción a incrementar la colaboración entre la industria y las universidades está presente en buena parte de la bibliografía sobre innovación. Por otro lado, la universidad ha sido considerada como “el gran, extraordinariamente desconocido y ciertamente infraexplotado recurso que contribuye a la creación de riqueza y competitividad económica”.
Las universidades y otras instituciones de investigación del sector público han acumulado a lo largo de los años mucha experiencia a nivel práctico en la transferencia de conocimiento “a través” de la frontera entre el sector público que produce conocimiento y el privado que explota ese conocimiento. Muchas facultades y centros de investigación han desarrollado protocolos y políticas para averiguar, proteger y explotar los derechos de Propiedad Intelectual (PI). También velan por asegurar que la PI es transferida con éxito a las corporaciones privadas o transferida a nuevas compañías formadas para su explotación. Las vías de comercialización de la PI, producida por facultades y centros de investigación públicos, son las patentes, alianzas de empresas, spin-offs o contratos basados en gratificaciones. Organizaciones como AUTM - The Leading Association in Technology Transfer, en EE. UU., o bien The Institute of Knowledge Transfer en Gran Bretaña, SNITTS, en Suecia, y la Association of European Science and Technology Transfer Professionals, en Europa, han creado una red para los profesionales de la transferencia de conocimiento que ya sea en el sector público o privado que identifican las mejores prácticas y desarrollan herramientas eficientes y técnicas para la gestión de la Propiedad Intelectual producida en los centros de investigación públicos o en facultades virtuales en las que se pueden encontrar Comunidades de Práctica, que se origina para personas involucradas en la transferencia de conocimiento y para facilitar la conectividad (son ejemplos The Global Innovation Network y la llamada Knowledge Pool). La colaboración de universidades con empresas fue el estudio del Lambert Review en Reino Unido, en 2003.

## Retos
¿Qué factores complican la transferencia de conocimiento? Hay varios factores como:
- Geografía o distancia[7]
- Limitaciones de las TIC (Tecnologías de la información y Comunicación)[8]
- Carece de una identidad social compartida o muy ordenada[9]
- Idioma
- Áreas de experiencia
- Conflictos internos (por ejemplo, de territorio)
- Diferencias generacionales
- Relación sindicatos-directiva de empresa
- Incentivos
- El uso de las representaciones visuales en la transferencia de conocimiento
- Problemas con compartir creencias y asunciones heurísticas y normas culturales
- Exposición o experiencia previa
- Concepciones erróneas
- Información equivocada
- Organización cultural que no conduce a compartir conocimiento (no es la cultura del "conocimiento es poder")
- Cuestiones motivacionales
- Falta de confianza
- Capacidad

Everett Rogers, precursor de la teoría de la difusión de la innovación, presentó un modelo basado en la investigación sobre cómo y por qué individuos y redes sociales adoptan nuevas ideas, prácticas y productos. En antropología, el concepto de difusión también explora la entrada de ideas entre las culturas.

## Proceso
- Identificar a las personas que tienen el conocimiento dentro de la organización
- Motivar a estas personas a compartir
- Diseñar y compartir un mecanismo que facilite la transferencia
- Ejecutar el plan de transferencia
- Medir para asegurar la transferencia
- Aplicar el conocimiento transferido

## Prácticas
- Tutoría
- Experiencia guiada
- Simulación
- Experimentación guiada
- Trabajo en segundo plano
- Trabajo por parejas
- Comunidades de prácticas

La transferencia de conocimiento se practica en los centros de investigación de organismos públicos, en empresas o en otros centros de investigación para promover los resultados desde la óptica de la transferencia de tecnología. Esta difusión, que se practica en congresos o en publicaciones diversas, constituye una de las fuentes de información de la vigilancia tecnológica (en francés, veille technologique). La difusión de los conocimientos puede también realizarse a través de la publicación de enciclopedias, impresas, digitales o bien establecidas en Internet.